# Tauno Suojärvi
Tauno Suojärvi (* 28. August 1928 in Hämeenlinna; † 13. Juni 2013 in Turku) war ein finnischer Jazz-Bassist.

## Leben und Wirken
Tauno Suojärvi war der Bruder des Jazzpianisten Teuvo Suojärvi, dessen Quartett/Quintett er Anfang der 1950er-Jahre angehörte. Er spielte Ende der 1940er-Jahre in der Band von Kalevi Hartin Yhtye.
Im Bereich des Jazz war er zwischen 1948 und 1978 an zehn Aufnahmesessions beteiligt, u. a. mit Lars Gullin, Kalevi Hartti sowie in der Begleitband der Vokalgruppe Harmony Sisters.